# Monopole de la violence légitime
 (mai 2010).
Si vous disposez d'ouvrages ou d'articles de référence ou si vous connaissez des sites web de qualité traitant du thème abordé ici, merci de compléter l'article en donnant les références utiles à sa vérifiabilité et en les liant à la section « Notes et références ».
Le monopole de la violence légitime (en allemand : Gewaltmonopol des Staates), plus précisément le monopole de la force physique légitime (Monopol legitimer physischer Gewaltsamkeit), est une revendication par les États actuels permettant de les définir selon Max Weber dans Le Savant et le Politique, définition qui a été importante en sociologie, mais aussi dans la philosophie du droit et la philosophie politique.
Cette expression définit selon lui la caractéristique essentielle de l'État en tant que groupement politique, défini comme légitime dès lors que sa revendication d'être le seul à avoir le droit de mettre en œuvre, lui-même ou par délégation, la violence physique sur son territoire, est acceptée même tacitement par sa population.

## Terminologie
Selon Max Weber, dans Le Savant et le Politique, les objectifs ou fins que se donnent les États modernes ne peuvent suffire à les caractériser. Il en arrive à la conclusion que  « aujourd’hui […], il nous faut dire que l’État est cette communauté humaine qui, à l’intérieur d’un territoire déterminé (le ‘territoire’ appartient à sa caractérisation), revendique pour elle-même et parvient à imposer le monopole de la violence physique légitime ». Dans un autre ouvrage, Concepts fondamentaux de sociologie il en donne une définition proche : « On appellera État une entreprise institutionnelle de caractère politique, lorsque et dans la mesure où son équipe
administrative revendique avec succès, pour la mise en œuvre de ses ordres, le monopole de la coercition » [Zwang] physique légitime ».

## Une caractéristique essentielle de l’État

### Premières réflexions à partir de la Renaissance
Premier grand théoricien moderne de la politique, Nicolas Machiavel écrit en 1513 le traité qui le rendra célèbre, Le Prince. Il y décrit notamment les différentes façons d'accéder au pouvoir et de s'y maintenir : l'habileté, l'argent et la violence. S'il ne parle pas de monopole au sujet de la violence physique, il considère cette violence comme consubstantielle à l’État.
En 1576, quatre ans après le massacre de la Saint Barthélémy, dans Les Six livres de la République, Jean Bodin fut le premier à théoriser l'idée de la puissance suprême de l'Etat, définissant la souveraineté comme "la puissance absolue et perpétuelle d'une République".
Profondément marqué par le climat de guerre civile qui marque la Première Révolution anglaise, Thomas Hobbes développe en 1651, dans son Léviathan, l'idée selon laquelle les hommes, à l'« état de nature », cherchent uniquement à survivre et ne pensent qu'à une chose : défendre leurs intérêts personnels. Afin d'éviter que se réalise la maxime « l'homme est un loup pour l'homme », il apparaît donc nécessaire qu'une instance supérieure soit chargée de pacifier la société, par la violence s'il le faut. Cette violence est acceptée sous forme d'un contrat social par les habitants, et est gérée par l'État. Par le processus du contrat, la structure étatique obtient le monopole de la violence légitime.
Selon David Graeber et David Wengrow, c’est le philosophe et juriste allemand Rudolf von Jhering qui a le premier proposé une définition de l’État reposant sur la notion de « monopole de l’usage légitime de la force physique sur un périmètre donné », à la fin du XIXe siècle.

### Un pilier de la pensée wébérienne
Max Weber, à l'occasion d'une conférence sur « le métier et la vocation d'homme politique », cherche à définir l’État, groupement politique qui lui semble le plus digne d'intérêt. Observant que l’État exerce des activités identiques à celle d'autres formes de communautés humaines, il affirme qu'il faut chercher sa spécificité ailleurs que dans ses activités. Du point de vue sociologique, le propre de l'État se trouve en réalité dans l'un des moyens qu'il emploie : il est le seul groupement à bénéficier, sur son territoire, de la violence physique légitime.
L'élément fondamental de cette définition tient bien sûr dans la légitimité. Acquise par l'effet de la tradition, par le charisme d'un chef ou à l'occasion de règles et d'une procédure acceptée par ses membres, elle offre à ce monopole une certaine stabilité et efficacité, et par voie de conséquence à l’État lui-même.
La conséquence sociologique de cette définition est alors que seul peut être un « État » l'institution dont le personnel administratif défend avec succès (moral et pratique) une revendication sur le monopole de l'utilisation légitime de la violence en vue de renforcer l'ordre en son sein.
Weber applique plusieurs réserves à ce principe de base.
- Il remarque que le lien entre l'État et l'utilisation de la violence n'a pas toujours été aussi proche. Il utilise les exemples de la féodalité, où les guerres privées féodales ont été autorisées sous certaines conditions, et les tribunaux de l'Église qui avaient compétence exclusive sur certains types de délits, notamment l'hérésie et les délits sexuels (d'où le surnom de « tribunaux de débauche »). Cette constatation sera reprise plus tard par Norbert Elias.
- La mise en œuvre concrète de la violence est actuellement déléguée ou autorisée par l'État. Weber en est conscient, et ne souhaite pas signifier que seul le gouvernement recourt à la violence. En revanche, il insiste sur le fait que les individus et les organisations qui peuvent légitimer la violence ou statuer sur sa légitimité sont précisément ceux qui sont autorisés à le faire par l'État lui-même. Ainsi, la police et les militaires sont ses principaux instruments, mais cela ne signifie pas que seule la force publique peut être utilisée : la force privée (comme dans la sécurité privée) peut aussi être utilisée aussi longtemps qu'elle est légitimée par l'État. De même, si la loi permet aux individus d'utiliser la violence dans un acte de défense de soi ou de ses biens, c'est justement parce que l’État dont elle exprime la volonté l'a autorisée.

### Autres réflexions

#### Norbert Elias et la violence comme précédant l’État
L'interrogation de Weber, qui n'intervient que pour servir sa définition du politique, repose sur des constatations et des théories antérieures et n'a pas manqué de marquer son époque. Norbert Elias, dans Sur le processus de civilisation, considère que c'est grâce à la monopolisation de la contrainte qu'un pouvoir peut devenir central, donc s'incarner dans l’État, et instaurer différentes formes de contrôle social. Il ajoute aux caractéristiques intrinsèques du pouvoir central la monopolisation de la collecte de l'impôt.

#### Jacques Ellul et la légitimité due à la sacralisation
Selon Jacques Ellul, si l'État est reçu comme le seul à pouvoir user légalement de la violence, c'est parce qu'il doit sa légitimité au fait que, dans les sociétés modernes, il est sacralisé : « Ce n'est pas l'État qui nous asservit, même policier et centralisateur, c'est sa transfiguration sacrale ».

#### Raymond Aron et les relations internationales
Raymond Aron, dans sa réflexion sur la violence physique au sein et entre les États, fait remarquer que les relations internationales sont caractérisées par une absence de légitimité reconnue de l'utilisation de force entre les États. En tant qu'entités souveraines, elles ne sont pas censées reconnaître de violence au-dessus d'elles.

#### Enrique Dussel
Enrique Dussel critique la notion, en ce qu'elle est un oxymore : « Concernant l’idée d’un pouvoir comme domination, je suis absolument contre la définition souvent dérivée à partir de Max Weber. Selon une telle conception, si quelqu’un est « au pouvoir », il exerce ce dernier uniquement dans la mesure où une personne est située en position d’infériorité, obéissant à l’ordre de celui qui le produit en pensant que cela est légitime. Autrement dit, le pouvoir est fondé sur une relation de domination légitime. La relation entre celui qui a le pouvoir et le citoyen qui en découle est alors une relation conçue uniquement sur le plan du pouvoir et de la violence. Une telle réflexion me semble proprement paradoxale. Si un obéissant reconnaît une domination comme légitime, cela suppose l’existence d’un consensus. Or, si l’on suit Jürgen Habermas, le consensus ne produit pas de domination mais, en réalité, un véritable accord entre différents acteurs d’une production juridique commune. En conséquence, l’idée de domination légitime est absurde. Il faut comprendre que le consensus s’obtient par une délibération rationnelle symétrique entre les différents acteurs permettant in fine de conférer à une instance déterminée le pouvoir. Dans ce cadre, il ne s’agit plus, à proprement parler, de domination, mais bien plus d’une reconfiguration de ce qu’est le pouvoir. Ce dernier provient du peuple, en tant que sujet politique collectif. ».

## Un concept dénaturé
La notion de violence légitime est en France brandie depuis quelques années par des personnalités politiques et des journalistes pour justifier de l'ensemble des violences policières, avec la formule simplificatrice et erronée : « l’État possède le monopole de la violence légitime ».  
Catherine Colliot-Thélène, traductrice de l'ouvrage Le Savant et le Politique et spécialiste de Weber, explique que la thèse socio-historique développée par Weber est dénaturée. Elle explique que selon Weber, la définition de l’État par le monopole de la violence légitime présuppose une « revendication du monopole de la violence physique et du succès de cette revendication. C’est le succès de cette revendication qui constitue sa légitimité, c’est-à-dire le fait que ce monopole soit peu ou prou reconnu par l’ensemble des individus et des groupements inclus dans le territoire sur lequel l’État prétend avoir autorité »,. Mais « légitime » n'implique pas « juste »: Weber ne parle de légitimité que pour constater qu'après le moyen-âge, le pouvoir de l'État s'est imposé sur celui des Églises, puissances féodales, villes libres, corporations, etc. qui se disputaient ce rôle. 
L'enjeu de l'utilisation de cette phrase, devenue slogan, est la justification des violences commises ces dernières années par les forces de l’ordre en France après différentes manifestations ou interpellations,, par exemple quand Éric Zemmour affirme que, comme l'aurait expliqué Weber, « il ne peut pas y avoir de violences policières, car la police, et donc l’État, a le monopole de la violence légitime» (comme si le monopole de la violence annulait l’existence de la violence) ou quand Gérald Darmanin explique que, selon lui, « la police exerce une violence, certes, mais une violence légitime. C’est vieux comme Max Weber ! ».
Selon Catherine Colliot-Thélène, la thèse de Weber, et la question de sa validité actuelle, mériteraient d'être discutées « plutôt que d’être galvaudée par le cabotinage pseudo-érudit de responsables politiques en mal d’arguments pour justifier les dérives répressives de la République »,.

## Notions connexes
- Anarchisme
- État
- Fascisme
- Légitime défense
- Résistance à l'oppression
- Violence
- Violence politique